# Eudoxie (épouse de Justinien II)
Pour les articles homonymes, voir Eudoxie.
Eudoxie (grec : Ευδοκία) était une impératrice byzantine et la première femme de l'empereur byzantin Justinien II,,

## Impératrice
Le nom et le lieu de la sépulture d'Eudoxie à l'intérieur de l'Église des Saints-Apôtres ont été rapportés dans le livre De Ceremoniis par l'empereur Constantin VII. Cependant, peu de choses sur la vie de l'impératrice sont connues à ce jour. Elle serait née vers 670. Elle se serait mariée avec Justinien II lors de son premier règne (685-695). Elle serait morte avant lui ou aurait divorcé avant que Justinien ne se remarie avec Théodora de Khazarie en 703.
Les chroniques de Théophane le Confesseur ainsi que le recueil Chronographikon syntomon du Patriarche Œcuménique Nicéphore I de Constantinople indiquent que Justinien II et Eudoxie ont eu une fille, qui fut fiancée à Tervel de Bulgarie entre 704 ou 705. Elle aurait été dénommée "Anastasia", en mémoire de sa grand-mère paternelle, Anastasia. Il s'agit du seul enfant connu attribué à Eudoxie.

## Descendants possibles
Des généalogistes modernes ont émis l'hypothèse qu'Eudoxie et Justinien II eurent d'autres descendants qui ont intégré la royauté et la noblesse bulgare et byzantine. Leurs théories s'appuent sur le succès du mariage entre leur fille "Anastasia" et Tervel de la Bulgarie. Grâce à ce mariage, Justinien II put regagner son trône grâce à l'aide bulgare.
Toutefois, les chroniqueurs byzantins ne nous laissent que des éléments fragmentaires sur la lignée royale bulgare et une description peu claire des liens que les monarques bulgares avaient les uns avec les autres. Ces hypothèses relèvent donc principalement de la théorie.

## Sources
- (en) Cet article est partiellement ou en totalité issu de l’article de Wikipédia en anglais intitulé « Eudokia (wife of Justinian II) » (voir la liste des auteurs).